# Transports en commun de la communauté d'agglomération du Bassin d'Arcachon Nord
Alégo est le nom du réseau de transport en commun desservant le nord du Bassin d'Arcachon depuis le 2 septembre 2024.
A la création du réseau, seule 4 lignes sont créées. La ligne 3 arrivera quelques mois plus tard.

## Historique
Le conseil communautaire de la COBAN du 9 avril 2024 a acté la mise en place du nouveau réseau de transport du Bassin d’Arcachon Nord dont la société Transdev Nord Bassin Mobilités, filiale du groupe Transdev, est le délégataire à compter du 1er septembre 2024 pour une durée de 7 ans.
Le nouveau réseau de transport de la COBAN est lancé en plusieurs phases à compter du 2 septembre 2024,.
Il relie les huit communes du territoire avec plusieurs services : lignes urbaines, circuits scolaires, transport à la demande (TAD et TPMR) et lignes régionales.
Depuis le 17 février 2025, 2 nouvelles lignes rejoignent le réseau ; la ligne 4 et la ligne 9.
Le 5 mai 2025, la ligne 5 rejoint le réseau.
La ligne O, dite "Océane" est créée pour desservir le Grand Grohot depuis Arès. Il s'agit d'une ligne estivale qui circulera tous les jours à partir du 14 juin 2025 jusqu'au 14 septembre 2025.
Le 1er septembre 2025, la ligne régionale 410 est créée, reliant Arès-Lège PEI à Bordeaux, fonctionnant tous les jours de la semaine, tandis que la ligne 412 est supprimée à cette date. En conséquence, la ligne 3 voit sa fréquence de passages largement augmentée, avec un bus toutes les 30 minutes aux heures de pointe, et un bus toutes les 60 minutes en heure creuse, tandis que les horaires de la ligne 4 sont adaptés afin d'assurer la correspondance avec la ligne 410 aux arrêts Portes du Bassin PEI et Querquillas PEI.

### Identité visuelle

Logo actuel du réseau Alégo depuis septembre 2024

## Le réseau
Les lignes du réseau Alégo desservent des lieux incontournables tels que les centres des huit communes, les principales zones économiques, les sites touristiques, les campings ainsi que les gares de Marcheprime et Biganos. Habitant, touriste ou excursionniste, elles offrent à chacun une alternative crédible et concrète à l'utilisation de la voiture pour fluidifier les déplacements et réduire l'empreinte écologique dans une logique alternative à la voiture.
Des lignes qui s'organisent autour de trois types, avec un rôle bien défini, qui forment l'architecture du réseau urbain Alégo :
- Lignes littorales : ces lignes intercommunales sont les lignes structurantes du réseau avec une forte fréquence et une large amplitude horaire.
- Lignes de proximité : ces lignes sont internes à chaque commune et ont pour vocation de desservir les quartiers et relier les pôles générateurs importants (centre-ville, gares, centres commerciaux…).
- Lignes de rabattement : comme leur nom l’indique, ces lignes rabattent sur un autre mode de transport et sont en parfaite correspondance avec une ligne régionale ou une ligne TER sur le territoire.

Les 8 lignes de bus actuelles circulent de 05h00 à 22h45 en semaine, de 08h00 à 20h45 le samedi et de 09h00 à 19h15 le dimanche.

### Lignes de bus
| Ligne | Caractéristiques | Caractéristiques                                         | Caractéristiques                                         | Caractéristiques                                         | Caractéristiques                                         | Caractéristiques                                         | Caractéristiques                                         | Caractéristiques                                         | Caractéristiques                                         |
| 1     | Ligne 1 | Ligne 1                                                  | Ligne 1                                                  | Ligne 1                                                  | Ligne 1                                                  | Ligne 1                                                  | Ligne 1                                                  | Ligne 1                                                  | Ligne 1                                                  |
| 1     | Lège-Cap-Ferret — Les Chênes ⥋ Biganos — Portes du Delta | Lège-Cap-Ferret — Les Chênes ⥋ Biganos — Portes du Delta | Lège-Cap-Ferret — Les Chênes ⥋ Biganos — Portes du Delta | Lège-Cap-Ferret — Les Chênes ⥋ Biganos — Portes du Delta | Lège-Cap-Ferret — Les Chênes ⥋ Biganos — Portes du Delta | Lège-Cap-Ferret — Les Chênes ⥋ Biganos — Portes du Delta | Lège-Cap-Ferret — Les Chênes ⥋ Biganos — Portes du Delta | Lège-Cap-Ferret — Les Chênes ⥋ Biganos — Portes du Delta | Lège-Cap-Ferret — Les Chênes ⥋ Biganos — Portes du Delta |
| ----- | --- | -------------------------------------------------------- | -------------------------------------------------------- | -------------------------------------------------------- | -------------------------------------------------------- | -------------------------------------------------------- | -------------------------------------------------------- | -------------------------------------------------------- | -------------------------------------------------------- |
| 1     | Ouverture / Fermeture 2 septembre 2024 / — | Longueur —                                               | Durée 73 min                                             | Nb. d’arrêts 53                                          | Matériel —                                               | Jours de fonctionnement L, Ma, Me, J, V, S, D            | Jour / Soir / Nuit / Fêtes O / O / N / O                 | Voy. / an —                                              | Dépôt —                                                  |
| 1     | Desserte : - Villes et lieux desservis : - Biganos (hôtel de Ville, lycée de la Mer, gare) - Audenge (Certes et Graveyron, hôtel de Ville, Maison de la Mobilité, cimetière) - Lanton (stade de Cassy, office de tourisme de Lanton, port de Cassy, le Roumingue, hôtel de Ville) - Andernos-les-Bains (parc du Broustic, le Bétey, le Mauret) - Arès (Église Saint-Vincent-de-Paul, hameau de Paco) - Lège-Cap-Ferret (Stade municipal Louis Goubet) - Correspondances : - : Gare de Facture-Biganos (depuis l'arrêt Biganos Gare) - : Le Barail, Lège Centre, Place d'Ignac, Arès-Lège PEI, Le Perrey, Place de l'Église, Aérium, Les Écureuils, Paco, Comte, Le Broustic - : Biganos Gare, Gendarmerie, Collège Jean Zay, Smurfit, Côte d'Argent, Centre Commercial, Europe, Portes du Delta - : Les Chênes - : Aérium, Les Écureuils, Paco, Comte, Andernos Mairie, Le Broustic - : Collège Jean Zay, Biganos Mairie, Lycée de la Mer, Biganos Gare, Côte d'Argent, Centre Commercial - : Hôtel de Ville, Certes et Graveyron, Audenge Mairie, Lavoir, Cardolle PEI - : Arès-Lège PEI - : Arès-Lège PEI, Place d'Ignac, Les Pinastres, Collège Jean Cocteau, Lège Centre, Le Barail, Les Sables, Les Chênes |                                                          |                                                          |                                                          |                                                          |                                                          |                                                          |                                                          |                                                          |
| 1     | Autre : - Arrêts non accessibles aux UFR : — - Particularités : — - Date de dernière mise à jour : 31 décembre 2024. |                                                          |                                                          |                                                          |                                                          |                                                          |                                                          |                                                          |                                                          |
| 1     | Dernière actualisation : — |                                                          |                                                          |                                                          |                                                          |                                                          |                                                          |                                                          |                                                          |
| 2     | Ligne 2 | Ligne 2                                                  | Ligne 2                                                  | Ligne 2                                                  | Ligne 2                                                  | Ligne 2                                                  | Ligne 2                                                  | Ligne 2                                                  | Ligne 2                                                  |
| 2     | Biganos — Biganos Gare ⥋ Mios — École du Lillet |                                                          |                                                          |                                                          |                                                          |                                                          |                                                          |                                                          |                                                          |
| 2     | Ouverture / Fermeture 2 septembre 2024 / — | Longueur —                                               | Durée 26 min                                             | Nb. d’arrêts 18                                          | Matériel —                                               | Jours de fonctionnement L, Ma, Me, J, V, S, D            | Jour / Soir / Nuit / Fêtes O / O / N / O                 | Voy. / an —                                              | Dépôt —                                                  |
| 2     | Desserte : - Villes et lieux desservis : - Biganos (Collège Jean Zay, Gare de Facture Biganos, Centre commercial) - Mios (Aire de covoiturage A660, salle des Fêtes, École de Lillet) - Correspondances : - : Gare de Facture-Biganos (depuis l'arrêt Biganos Gare) - : Biganos Gare, Portes du Delta, Aire de covoiturage A660, Bois de Freurot, Salle des Fêtes, Libération, Peyot, Lillet - : Smurfit, Collège Jean Zay, Gendarmerie, Biganos Gare, Côte d'Argent, Centre Commercial, Europe, Portes du Delta - : Collège Jean Zay, Biganos Mairie, Lycée de la Mer, Biganos Gare, Côte d'Argent, Centre Commercial - : Libération |                                                          |                                                          |                                                          |                                                          |                                                          |                                                          |                                                          |                                                          |
| 2     | Autre : - Arrêts non accessibles aux UFR : — - Particularités : Les arrêts Smurfit, Collège Jean Zay, Gendarmerie, Caze, Hardit et Braou ne sont pas desservis les dimanches. - Date de dernière mise à jour : 31 décembre 2024. |                                                          |                                                          |                                                          |                                                          |                                                          |                                                          |                                                          |                                                          |
| 2     | Dernière actualisation : — |                                                          |                                                          |                                                          |                                                          |                                                          |                                                          |                                                          |                                                          |
| 3     | Ligne 3 | Ligne 3                                                  | Ligne 3                                                  | Ligne 3                                                  | Ligne 3                                                  | Ligne 3                                                  | Ligne 3                                                  | Ligne 3                                                  | Ligne 3                                                  |
| 3     | Lège-Cap-Ferret — La Pointe ⥋ Lège-Cap-Ferret — Aire de covoiturage |                                                          |                                                          |                                                          |                                                          |                                                          |                                                          |                                                          |                                                          |
| 3     | Ouverture / Fermeture 2 décembre 2024 / — | Longueur —                                               | Durée 46 min                                             | Nb. d’arrêts 28                                          | Matériel —                                               | Jours de fonctionnement L, Ma, Me, J, V, S, D            | Jour / Soir / Nuit / Fêtes O / N / N / N                 | Voy. / an —                                              | Dépôt —                                                  |
| 3     | Desserte : - Villes et lieux desservis : - Lège-Cap-Ferret (Aire de covoiturage, Jane de Boy, Claouey, Le Four, Les Jacquets, Le Petit Piquey, Le Grand Piquey, Piraillan, Le Canon, L'Herbe, La Pointe) - Correspondances : - : La Pointe, Rue du Sémaphore, Avenue des Tourterelles, Rue des Courlis, Rue des Mouettes, Rue des Fauvettes, Rue de la Plage, Avenue de l'Océan, Allée des Dunes, Rond-Point de l'Herbe, Dune de l'Herbe, Le Canon, Piraillan, Les Réservoirs, Allée des Écureuils, Le Grand Piquey, Le Petit Piquey, Les Jacquets, Le Four, Lède des Oies, Claouey, Jane de Boy, La Pignada - : Les Chênes - : Les Chênes |                                                          |                                                          |                                                          |                                                          |                                                          |                                                          |                                                          |                                                          |
| 3     | Autre : - Arrêts non accessibles aux UFR : — - Particularités : — - Date de dernière mise à jour : 31 décembre 2024. |                                                          |                                                          |                                                          |                                                          |                                                          |                                                          |                                                          |                                                          |
| 3     | Dernière actualisation : — |                                                          |                                                          |                                                          |                                                          |                                                          |                                                          |                                                          |                                                          |
| 4     | Ligne 4 | Ligne 4                                                  | Ligne 4                                                  | Ligne 4                                                  | Ligne 4                                                  | Ligne 4                                                  | Ligne 4                                                  | Ligne 4                                                  | Ligne 4                                                  |
| 4     | Arès — Porte du Bassin PEI ⥋ Andernos-les-Bains — Querquillas PEI |                                                          |                                                          |                                                          |                                                          |                                                          |                                                          |                                                          |                                                          |
| 4     | Ouverture / Fermeture 17 février 2025 / — | Longueur —                                               | Durée 47 min                                             | Nb. d’arrêts 32                                          | Matériel —                                               | Jours de fonctionnement L, Ma, Me, J, V, S               | Jour / Soir / Nuit / Fêtes O / O / N / N                 | Voy. / an —                                              | Dépôt —                                                  |
| 4     | Desserte : - Villes et lieux desservis : - Andernos-les-Bains (casino, lycée Simone Veil, collège André Lahaye, parc du Broustic, Mairie, port Ostréicole) - Arès (hameau de Paco, hôpital, Arès Gare) - Correspondances : - : Aérium, Les Écureuils, Paco, Comte, Le Broustic, Casino, Querquillas PEI - : Le Broustic, Andernos Mairie, Comte, Paco, Les Écureuils, Aérium - : Querquillas PEI, Portes du Bassin PEI |                                                          |                                                          |                                                          |                                                          |                                                          |                                                          |                                                          |                                                          |
| 4     | Autre : - Arrêts non accessibles aux UFR : — - Particularités : — - Date de dernière mise à jour : 19 février 2025. |                                                          |                                                          |                                                          |                                                          |                                                          |                                                          |                                                          |                                                          |
| 4     | Dernière actualisation : — |                                                          |                                                          |                                                          |                                                          |                                                          |                                                          |                                                          |                                                          |
| 5     | Ligne 5 | Ligne 5                                                  | Ligne 5                                                  | Ligne 5                                                  | Ligne 5                                                  | Ligne 5                                                  | Ligne 5                                                  | Ligne 5                                                  | Ligne 5                                                  |
| 5     | Biganos — Collège Jean Zay ⥋ Marcheprime — Boulevard des Girondins |                                                          |                                                          |                                                          |                                                          |                                                          |                                                          |                                                          |                                                          |
| 5     | Ouverture / Fermeture 5 mai 2025 / — | Longueur —                                               | Durée 43 min                                             | Nb. d’arrêts 19                                          | Matériel —                                               | Jours de fonctionnement L, Ma, Me, J, V                  | Jour / Soir / Nuit / Fêtes O / O / N / N                 | Voy. / an —                                              | Dépôt —                                                  |
| 5     | Desserte : - Villes et lieux desservis : - Biganos (Collège Jean Zay, Gare de Facture Biganos, Centre commercial) - Marcheprime (Gare de Marcheprime, École de Croix d'Hins) - Correspondances : - : Gare de Facture-Biganos (depuis l'arrêt Biganos Gare) et Gare de Marcheprime (depuis l'arrêt Marcheprime Gare) - : Biganos Gare - : Collège Jean Zay, Biganos Mairie, Lycée de la Mer, Biganos Gare, Côte d'Argent, Centre Commercial - : Collège Jean Zay, Biganos Mairie, Lycée de la Mer, Biganos Gare, Côte d'Argent, Centre Commercial - : Marcheprime Gare - : Marcheprime Gare - : Marcheprime Gare |                                                          |                                                          |                                                          |                                                          |                                                          |                                                          |                                                          |                                                          |
| 5     | Autre : - Arrêts non accessibles aux UFR : — - Particularités : - Date de dernière mise à jour : 13 juin 2025. |                                                          |                                                          |                                                          |                                                          |                                                          |                                                          |                                                          |                                                          |
| 5     | Dernière actualisation : — |                                                          |                                                          |                                                          |                                                          |                                                          |                                                          |                                                          |                                                          |
| 8     | Ligne 8 | Ligne 8                                                  | Ligne 8                                                  | Ligne 8                                                  | Ligne 8                                                  | Ligne 8                                                  | Ligne 8                                                  | Ligne 8                                                  | Ligne 8                                                  |
| 8     | Mios — Libération ⥋ Marcheprime — Marcheprime Gare |                                                          |                                                          |                                                          |                                                          |                                                          |                                                          |                                                          |                                                          |
| 8     | Ouverture / Fermeture 2 septembre 2024 / — | Longueur —                                               | Durée 39 min                                             | Nb. d’arrêts 19                                          | Matériel —                                               | Jours de fonctionnement L, Ma, Me, J, V, S               | Jour / Soir / Nuit / Fêtes O / O / N / N                 | Voy. / an —                                              | Dépôt —                                                  |
| 8     | Desserte : - Villes et lieux desservis : - Marcheprime (Gare de Marcheprime) - Mios (Aire de covoiturage A63, École La Petite Ourse, Stade Paulon, Collège Joséphine Baker) - Correspondances : - : Gare de Marcheprime (depuis l'arrêt Marcheprime Gare) - : Libération - : Libération - : Marcheprime Gare - : Marcheprime Gare - : Marcheprime Gare |                                                          |                                                          |                                                          |                                                          |                                                          |                                                          |                                                          |                                                          |
| 8     | Autre : - Arrêts non accessibles aux UFR : — - Particularités : Deux bus circulent uniquement le mercredi en période scolaire. - Date de dernière mise à jour : 31 décembre 2024. |                                                          |                                                          |                                                          |                                                          |                                                          |                                                          |                                                          |                                                          |
| 8     | Dernière actualisation : — |                                                          |                                                          |                                                          |                                                          |                                                          |                                                          |                                                          |                                                          |
| 9     | Ligne 9 | Ligne 9                                                  | Ligne 9                                                  | Ligne 9                                                  | Ligne 9                                                  | Ligne 9                                                  | Ligne 9                                                  | Ligne 9                                                  | Ligne 9                                                  |
| 9     | Lanton — Les Bruyères ⥋ Marcheprime — Marcheprime Gare |                                                          |                                                          |                                                          |                                                          |                                                          |                                                          |                                                          |                                                          |
| 9     | Ouverture / Fermeture 17 février 2025 / — | Longueur —                                               | Durée 40 min                                             | Nb. d’arrêts 26                                          | Matériel —                                               | Jours de fonctionnement L, Ma, Me, J, V, S               | Jour / Soir / Nuit / Fêtes O / O / N / N                 | Voy. / an —                                              | Dépôt —                                                  |
| 9     | Desserte : - Villes et lieux desservis : - Marcheprime (Marcheprime Gare) - Audenge (Cardolle PEI, Audenge Mairie) - Lanton (Hôtel de Ville, École Georges Brassens) - Correspondances : - : Gare de Marcheprime (depuis l'arrêt Marcheprime Gare) - : Cardolle PEI, Lavoir, Audenge Mairie, Certes et Graveyron, Hôtel de Ville - : Marcheprime Gare - : Marcheprime Gare - : Marcheprime Gare, Marcheprime Centre, Marcheprime Cimetière |                                                          |                                                          |                                                          |                                                          |                                                          |                                                          |                                                          |                                                          |
| 9     | Autre : - Arrêts non accessibles aux UFR : — - Particularités : — - Date de dernière mise à jour : 19 février 2025. |                                                          |                                                          |                                                          |                                                          |                                                          |                                                          |                                                          |                                                          |
| 9     | Dernière actualisation : — |                                                          |                                                          |                                                          |                                                          |                                                          |                                                          |                                                          |                                                          |
| 10    | Ligne 10 | Ligne 10                                                 | Ligne 10                                                 | Ligne 10                                                 | Ligne 10                                                 | Ligne 10                                                 | Ligne 10                                                 | Ligne 10                                                 | Ligne 10                                                 |
| 10    | Arès — Arès-Lège PEI ⥋ Marcheprime — Marcheprime Gare |                                                          |                                                          |                                                          |                                                          |                                                          |                                                          |                                                          |                                                          |
| 10    | Ouverture / Fermeture 2 septembre 2024 / — | Longueur —                                               | Durée 35 min                                             | Nb. d’arrêts 7                                           | Matériel —                                               | Jours de fonctionnement L, Ma, Me, J, V, S               | Jour / Soir / Nuit / Fêtes O / O / N / N                 | Voy. / an —                                              | Dépôt —                                                  |
| 10    | Desserte : - Villes et lieux desservis : - Marcheprime (Gare de Marcheprime) - Lanton (PEI Blagon) - Andernos-les-Bains (Querquillas PEI) - Arès (Portes du Bassin PEI, Arès-Lège PEI) - Correspondances : - : Gare de Marcheprime (depuis l'arrêt Marcheprime Gare) - : Arès-Lège PEI, Querquillas PEI, PEI Blagon - : Arès-Lège PEI - : Portes du Bassin PEI, Querquillas PEI - : Marcheprime Gare - : Marcheprime Gare - : Marcheprime Cimetière, Marcheprime Centre, Marcheprime Gare - : Arès-Lège PEI |                                                          |                                                          |                                                          |                                                          |                                                          |                                                          |                                                          |                                                          |
| 10    | Autre : - Arrêts non accessibles aux UFR : — - Particularités : — - Date de dernière mise à jour : 31 décembre 2024. |                                                          |                                                          |                                                          |                                                          |                                                          |                                                          |                                                          |                                                          |
| 10    | Dernière actualisation : — |                                                          |                                                          |                                                          |                                                          |                                                          |                                                          |                                                          |                                                          |

### Ligne de bus saisonnière
| Ligne  | Caractéristiques | Caractéristiques                                      | Caractéristiques                                      | Caractéristiques                                      | Caractéristiques                                      | Caractéristiques                                      | Caractéristiques                                      | Caractéristiques                                      | Caractéristiques                                      |
| Océane | Ligne Océane | Ligne Océane                                          | Ligne Océane                                          | Ligne Océane                                          | Ligne Océane                                          | Ligne Océane                                          | Ligne Océane                                          | Ligne Océane                                          | Ligne Océane                                          |
| Océane | Lège-Cap-Ferret — Grand Crohot ⥋ Arès — Arès-Lège PEI | Lège-Cap-Ferret — Grand Crohot ⥋ Arès — Arès-Lège PEI | Lège-Cap-Ferret — Grand Crohot ⥋ Arès — Arès-Lège PEI | Lège-Cap-Ferret — Grand Crohot ⥋ Arès — Arès-Lège PEI | Lège-Cap-Ferret — Grand Crohot ⥋ Arès — Arès-Lège PEI | Lège-Cap-Ferret — Grand Crohot ⥋ Arès — Arès-Lège PEI | Lège-Cap-Ferret — Grand Crohot ⥋ Arès — Arès-Lège PEI | Lège-Cap-Ferret — Grand Crohot ⥋ Arès — Arès-Lège PEI | Lège-Cap-Ferret — Grand Crohot ⥋ Arès — Arès-Lège PEI |
| ------ | --- | ----------------------------------------------------- | ----------------------------------------------------- | ----------------------------------------------------- | ----------------------------------------------------- | ----------------------------------------------------- | ----------------------------------------------------- | ----------------------------------------------------- | ----------------------------------------------------- |
| Océane | Ouverture / Fermeture 14 juin 2025 / — | Longueur —                                            | Durée 26 min                                          | Nb. d’arrêts 9                                        | Matériel —                                            | Jours de fonctionnement L, Ma, Me, J, V, S, D         | Jour / Soir / Nuit / Fêtes O / O / N / N              | Voy. / an —                                           | Dépôt —                                               |
| Océane | Desserte : - Villes et lieux desservis : - Arès (Arès-Lège PEI) - Lège-Cap-Ferret (Collège Jean Cocteau, Lège Centre) - Correspondances : - : Arès-Lège PEI, Place d'Ignac, Les Pinastres, Collège Jean Cocteau, Lège Centre, Le Barail, Les Sables, Les Chênes ; - : Les Chênes ; - : Arès-Lège PEI |                                                       |                                                       |                                                       |                                                       |                                                       |                                                       |                                                       |                                                       |
| Océane | Autre : - Arrêts non accessibles aux UFR : — - Particularités : — - Date de dernière mise à jour : 13 juin 2025. |                                                       |                                                       |                                                       |                                                       |                                                       |                                                       |                                                       |                                                       |
| Océane | Dernière actualisation : — |                                                       |                                                       |                                                       |                                                       |                                                       |                                                       |                                                       |                                                       |

### Lignes scolaires
| Ligne | Caractéristiques | Caractéristiques                                                                         | Caractéristiques                                                                         | Caractéristiques                                                                         | Caractéristiques                                                                         | Caractéristiques                                                                         | Caractéristiques                                                                         | Caractéristiques                                                                         | Caractéristiques                                                                         |
| 110   | Ligne 110 | Ligne 110                                                                                | Ligne 110                                                                                | Ligne 110                                                                                | Ligne 110                                                                                | Ligne 110                                                                                | Ligne 110                                                                                | Ligne 110                                                                                | Ligne 110                                                                                |
| 110   | Lège-Cap-Ferret — La Pointe ⥋ Andernos-les-Bains — Collège et Lycée d'Andernos-les-Bains | Lège-Cap-Ferret — La Pointe ⥋ Andernos-les-Bains — Collège et Lycée d'Andernos-les-Bains | Lège-Cap-Ferret — La Pointe ⥋ Andernos-les-Bains — Collège et Lycée d'Andernos-les-Bains | Lège-Cap-Ferret — La Pointe ⥋ Andernos-les-Bains — Collège et Lycée d'Andernos-les-Bains | Lège-Cap-Ferret — La Pointe ⥋ Andernos-les-Bains — Collège et Lycée d'Andernos-les-Bains | Lège-Cap-Ferret — La Pointe ⥋ Andernos-les-Bains — Collège et Lycée d'Andernos-les-Bains | Lège-Cap-Ferret — La Pointe ⥋ Andernos-les-Bains — Collège et Lycée d'Andernos-les-Bains | Lège-Cap-Ferret — La Pointe ⥋ Andernos-les-Bains — Collège et Lycée d'Andernos-les-Bains | Lège-Cap-Ferret — La Pointe ⥋ Andernos-les-Bains — Collège et Lycée d'Andernos-les-Bains |
| ----- | --- | ---------------------------------------------------------------------------------------- | ---------------------------------------------------------------------------------------- | ---------------------------------------------------------------------------------------- | ---------------------------------------------------------------------------------------- | ---------------------------------------------------------------------------------------- | ---------------------------------------------------------------------------------------- | ---------------------------------------------------------------------------------------- | ---------------------------------------------------------------------------------------- |
| 110   | Ouverture / Fermeture 2 septembre 2024 / — | Longueur —                                                                               | Durée 75 min                                                                             | Nb. d’arrêts 29                                                                          | Matériel —                                                                               | Jours de fonctionnement L, Ma, Me, J, V                                                  | Jour / Soir / Nuit / Fêtes O / O / N / N                                                 | Voy. / an —                                                                              | Dépôt —                                                                                  |
| 110   | Desserte : - Villes et lieux desservis : - Lège-Cap-Ferret (La Pointe, L'Herbe, Le Canon) - Arès - Andernos-les-Bains (Collège André Lahaye, Lycée Simone Veil) - Date de dernière mise à jour : 31 décembre 2024.       |                                                                                          |                                                                                          |                                                                                          |                                                                                          |                                                                                          |                                                                                          |                                                                                          |                                                                                          |
| 110   | Autre : |                                                                                          |                                                                                          |                                                                                          |                                                                                          |                                                                                          |                                                                                          |                                                                                          |                                                                                          |
| 110   | Dernière actualisation : — |                                                                                          |                                                                                          |                                                                                          |                                                                                          |                                                                                          |                                                                                          |                                                                                          |                                                                                          |
| 111   | Ligne 111 | Ligne 111                                                                                | Ligne 111                                                                                | Ligne 111                                                                                | Ligne 111                                                                                | Ligne 111                                                                                | Ligne 111                                                                                | Ligne 111                                                                                | Ligne 111                                                                                |
| 111   | Lège-Cap-Ferret — Le Barail ⥋ Andernos-les-Bains — Collège et Lycée d'Andernos-les-Bains |                                                                                          |                                                                                          |                                                                                          |                                                                                          |                                                                                          |                                                                                          |                                                                                          |                                                                                          |
| 111   | Ouverture / Fermeture 2 septembre 2024 / — | Longueur —                                                                               | Durée 35 min                                                                             | Nb. d’arrêts 7                                                                           | Matériel —                                                                               | Jours de fonctionnement L, Ma, Me, J, V                                                  | Jour / Soir / Nuit / Fêtes O / O / N / N                                                 | Voy. / an —                                                                              | Dépôt —                                                                                  |
| 111   | Desserte : - Villes et lieux desservis : - Lège-Cap-Ferret - Arès - Andernos-les-Bains (Collège André Lahaye, Lycée Simone Veil) - Date de dernière mise à jour : 31 décembre 2024.                                      |                                                                                          |                                                                                          |                                                                                          |                                                                                          |                                                                                          |                                                                                          |                                                                                          |                                                                                          |
| 111   | Autre : |                                                                                          |                                                                                          |                                                                                          |                                                                                          |                                                                                          |                                                                                          |                                                                                          |                                                                                          |
| 111   | Dernière actualisation : — |                                                                                          |                                                                                          |                                                                                          |                                                                                          |                                                                                          |                                                                                          |                                                                                          |                                                                                          |
| 112   | Ligne 112 | Ligne 112                                                                                | Ligne 112                                                                                | Ligne 112                                                                                | Ligne 112                                                                                | Ligne 112                                                                                | Ligne 112                                                                                | Ligne 112                                                                                | Ligne 112                                                                                |
| 112   | Arès — Centre ⥋ Andernos-les-Bains — Collège et Lycée d'Andernos-les-Bains |                                                                                          |                                                                                          |                                                                                          |                                                                                          |                                                                                          |                                                                                          |                                                                                          |                                                                                          |
| 112   | Ouverture / Fermeture 2 septembre 2024 / — | Longueur —                                                                               | Durée 27 min                                                                             | Nb. d’arrêts 6                                                                           | Matériel —                                                                               | Jours de fonctionnement L, Ma, Me, J, V                                                  | Jour / Soir / Nuit / Fêtes O / O / N / N                                                 | Voy. / an —                                                                              | Dépôt —                                                                                  |
| 112   | Desserte : - Villes et lieux desservis : - Arès - Andernos-les-Bains (Collège André Lahaye, Lycée Simone Veil) - Date de dernière mise à jour : 31 décembre 2024.                                                        |                                                                                          |                                                                                          |                                                                                          |                                                                                          |                                                                                          |                                                                                          |                                                                                          |                                                                                          |
| 112   | Autre : |                                                                                          |                                                                                          |                                                                                          |                                                                                          |                                                                                          |                                                                                          |                                                                                          |                                                                                          |
| 112   | Dernière actualisation : — |                                                                                          |                                                                                          |                                                                                          |                                                                                          |                                                                                          |                                                                                          |                                                                                          |                                                                                          |
| 113   | Ligne 113 | Ligne 113                                                                                | Ligne 113                                                                                | Ligne 113                                                                                | Ligne 113                                                                                | Ligne 113                                                                                | Ligne 113                                                                                | Ligne 113                                                                                | Ligne 113                                                                                |
| 113   | Arès — Château d'Eau ⥋ Andernos-les-Bains — Collège et Lycée d'Andernos-les-Bains |                                                                                          |                                                                                          |                                                                                          |                                                                                          |                                                                                          |                                                                                          |                                                                                          |                                                                                          |
| 113   | Ouverture / Fermeture 2 septembre 2024 / — | Longueur —                                                                               | Durée 25 min                                                                             | Nb. d’arrêts 4                                                                           | Matériel —                                                                               | Jours de fonctionnement L, Ma, Me, J, V                                                  | Jour / Soir / Nuit / Fêtes O / N / N / N                                                 | Voy. / an —                                                                              | Dépôt —                                                                                  |
| 113   | Desserte : - Villes et lieux desservis : - Arès - Andernos-les-Bains (Collège André Lahaye, Lycée Simone Veil) - Date de dernière mise à jour : 31 décembre 2024.                                                        |                                                                                          |                                                                                          |                                                                                          |                                                                                          |                                                                                          |                                                                                          |                                                                                          |                                                                                          |
| 113   | Autre : |                                                                                          |                                                                                          |                                                                                          |                                                                                          |                                                                                          |                                                                                          |                                                                                          |                                                                                          |
| 113   | Dernière actualisation : — |                                                                                          |                                                                                          |                                                                                          |                                                                                          |                                                                                          |                                                                                          |                                                                                          |                                                                                          |
| 114   | Ligne 114 | Ligne 114                                                                                | Ligne 114                                                                                | Ligne 114                                                                                | Ligne 114                                                                                | Ligne 114                                                                                | Ligne 114                                                                                | Ligne 114                                                                                | Ligne 114                                                                                |
| 114   | Arès — Les Hauts d'Arès 1 ⥋ Andernos-les-Bains — Collège et Lycée d'Andernos-les-Bains |                                                                                          |                                                                                          |                                                                                          |                                                                                          |                                                                                          |                                                                                          |                                                                                          |                                                                                          |
| 114   | Ouverture / Fermeture 2 septembre 2024 / — | Longueur —                                                                               | Durée 30 min                                                                             | Nb. d’arrêts 6                                                                           | Matériel —                                                                               | Jours de fonctionnement L, Ma, Me, J, V                                                  | Jour / Soir / Nuit / Fêtes O / O / N / N                                                 | Voy. / an —                                                                              | Dépôt —                                                                                  |
| 114   | Desserte : - Villes et lieux desservis : - Arès - Andernos-les-Bains (Collège André Lahaye, Lycée Simone Veil) - Date de dernière mise à jour : 31 décembre 2024.                                                        |                                                                                          |                                                                                          |                                                                                          |                                                                                          |                                                                                          |                                                                                          |                                                                                          |                                                                                          |
| 114   | Autre : |                                                                                          |                                                                                          |                                                                                          |                                                                                          |                                                                                          |                                                                                          |                                                                                          |                                                                                          |
| 114   | Dernière actualisation : — |                                                                                          |                                                                                          |                                                                                          |                                                                                          |                                                                                          |                                                                                          |                                                                                          |                                                                                          |
| 115   | Ligne 115 | Ligne 115                                                                                | Ligne 115                                                                                | Ligne 115                                                                                | Ligne 115                                                                                | Ligne 115                                                                                | Ligne 115                                                                                | Ligne 115                                                                                | Ligne 115                                                                                |
| 115   | Lanton — Les Petits Oiseaux ⥋ Andernos-les-Bains — Collège et Lycée d'Andernos-les-Bains |                                                                                          |                                                                                          |                                                                                          |                                                                                          |                                                                                          |                                                                                          |                                                                                          |                                                                                          |
| 115   | Ouverture / Fermeture 2 septembre 2024 / — | Longueur —                                                                               | Durée 50 min                                                                             | Nb. d’arrêts 15                                                                          | Matériel —                                                                               | Jours de fonctionnement L, Ma, Me, J, V                                                  | Jour / Soir / Nuit / Fêtes O / O / N / N                                                 | Voy. / an —                                                                              | Dépôt —                                                                                  |
| 115   | Desserte : - Villes et lieux desservis : - Lanton - Andernos-les-Bains (Collège André Lahaye, Lycée Simone Veil) - Date de dernière mise à jour : 31 décembre 2024.                                                      |                                                                                          |                                                                                          |                                                                                          |                                                                                          |                                                                                          |                                                                                          |                                                                                          |                                                                                          |
| 115   | Autre : |                                                                                          |                                                                                          |                                                                                          |                                                                                          |                                                                                          |                                                                                          |                                                                                          |                                                                                          |
| 115   | Dernière actualisation : — |                                                                                          |                                                                                          |                                                                                          |                                                                                          |                                                                                          |                                                                                          |                                                                                          |                                                                                          |
| 116   | Ligne 116 | Ligne 116                                                                                | Ligne 116                                                                                | Ligne 116                                                                                | Ligne 116                                                                                | Ligne 116                                                                                | Ligne 116                                                                                | Ligne 116                                                                                | Ligne 116                                                                                |
| 116   | Audenge — Route de Bordeaux n°71 ⥋ Andernos-les-Bains — Collège et Lycée d'Andernos-les-Bains |                                                                                          |                                                                                          |                                                                                          |                                                                                          |                                                                                          |                                                                                          |                                                                                          |                                                                                          |
| 116   | Ouverture / Fermeture 2 septembre 2024 / — | Longueur —                                                                               | Durée 40 min                                                                             | Nb. d’arrêts 7                                                                           | Matériel —                                                                               | Jours de fonctionnement L, Ma, Me, J, V                                                  | Jour / Soir / Nuit / Fêtes O / O / N / N                                                 | Voy. / an —                                                                              | Dépôt —                                                                                  |
| 116   | Desserte : - Villes et lieux desservis : - Audenge - Lanton - Andernos-les-Bains (Collège André Lahaye, Lycée Simone Veil) - Date de dernière mise à jour : 31 décembre 2024.                                            |                                                                                          |                                                                                          |                                                                                          |                                                                                          |                                                                                          |                                                                                          |                                                                                          |                                                                                          |
| 116   | Autre : |                                                                                          |                                                                                          |                                                                                          |                                                                                          |                                                                                          |                                                                                          |                                                                                          |                                                                                          |
| 116   | Dernière actualisation : — |                                                                                          |                                                                                          |                                                                                          |                                                                                          |                                                                                          |                                                                                          |                                                                                          |                                                                                          |
| 117   | Ligne 117 | Ligne 117                                                                                | Ligne 117                                                                                | Ligne 117                                                                                | Ligne 117                                                                                | Ligne 117                                                                                | Ligne 117                                                                                | Ligne 117                                                                                | Ligne 117                                                                                |
| 117   | Audenge — Lubec ⥋ Andernos-les-Bains — Collège et Lycée d'Andernos-les-Bains |                                                                                          |                                                                                          |                                                                                          |                                                                                          |                                                                                          |                                                                                          |                                                                                          |                                                                                          |
| 117   | Ouverture / Fermeture 2 septembre 2024 / — | Longueur —                                                                               | Durée 50 min                                                                             | Nb. d’arrêts 23                                                                          | Matériel —                                                                               | Jours de fonctionnement L, Ma, Me, J, V                                                  | Jour / Soir / Nuit / Fêtes O / O / N / N                                                 | Voy. / an —                                                                              | Dépôt —                                                                                  |
| 117   | Desserte : - Villes et lieux desservis : - Audenge - Lanton - Andernos-les-Bains (Collège André Lahaye, Lycée Simone Veil) - Date de dernière mise à jour : 31 décembre 2024.                                            |                                                                                          |                                                                                          |                                                                                          |                                                                                          |                                                                                          |                                                                                          |                                                                                          |                                                                                          |
| 117   | Autre : |                                                                                          |                                                                                          |                                                                                          |                                                                                          |                                                                                          |                                                                                          |                                                                                          |                                                                                          |
| 117   | Dernière actualisation : — |                                                                                          |                                                                                          |                                                                                          |                                                                                          |                                                                                          |                                                                                          |                                                                                          |                                                                                          |
| 118   | Ligne 118 | Ligne 118                                                                                | Ligne 118                                                                                | Ligne 118                                                                                | Ligne 118                                                                                | Ligne 118                                                                                | Ligne 118                                                                                | Ligne 118                                                                                | Ligne 118                                                                                |
| 118   | Biganos — Route de Bordeaux n°31 ⥋ Andernos-les-Bains — Collège et Lycée d'Andernos-les-Bains |                                                                                          |                                                                                          |                                                                                          |                                                                                          |                                                                                          |                                                                                          |                                                                                          |                                                                                          |
| 118   | Ouverture / Fermeture 2 septembre 2024 / — | Longueur —                                                                               | Durée 57 min                                                                             | Nb. d’arrêts 14                                                                          | Matériel —                                                                               | Jours de fonctionnement L, Ma, Me, J, V                                                  | Jour / Soir / Nuit / Fêtes O / O / N / N                                                 | Voy. / an —                                                                              | Dépôt —                                                                                  |
| 118   | Desserte : - Villes et lieux desservis : - Biganos - Marcheprime - Lanton (Blagon) - Andernos-les-Bains (Collège André Lahaye, Lycée Simone Veil) - Date de dernière mise à jour : 31 décembre 2024.                     |                                                                                          |                                                                                          |                                                                                          |                                                                                          |                                                                                          |                                                                                          |                                                                                          |                                                                                          |
| 118   | Autre : |                                                                                          |                                                                                          |                                                                                          |                                                                                          |                                                                                          |                                                                                          |                                                                                          |                                                                                          |
| 118   | Dernière actualisation : — |                                                                                          |                                                                                          |                                                                                          |                                                                                          |                                                                                          |                                                                                          |                                                                                          |                                                                                          |
| 119   | Ligne 119 | Ligne 119                                                                                | Ligne 119                                                                                | Ligne 119                                                                                | Ligne 119                                                                                | Ligne 119                                                                                | Ligne 119                                                                                | Ligne 119                                                                                | Ligne 119                                                                                |
| 119   | Mios — Testarouch n°73 ⥋ Andernos-les-Bains — Collège et Lycée d'Andernos-les-Bains |                                                                                          |                                                                                          |                                                                                          |                                                                                          |                                                                                          |                                                                                          |                                                                                          |                                                                                          |
| 119   | Ouverture / Fermeture 2 septembre 2024 / — | Longueur —                                                                               | Durée 78 min                                                                             | Nb. d’arrêts 23                                                                          | Matériel —                                                                               | Jours de fonctionnement L, Ma, Me, J, V                                                  | Jour / Soir / Nuit / Fêtes O / O / N / N                                                 | Voy. / an —                                                                              | Dépôt —                                                                                  |
| 119   | Desserte : - Villes et lieux desservis : - Mios - Biganos (Gare de Biganos-Facture) - Audenge - Lanton - Andernos-les-Bains (Collège André Lahaye, Lycée Simone Veil) - Date de dernière mise à jour : 31 décembre 2024. |                                                                                          |                                                                                          |                                                                                          |                                                                                          |                                                                                          |                                                                                          |                                                                                          |                                                                                          |
| 119   | Autre : |                                                                                          |                                                                                          |                                                                                          |                                                                                          |                                                                                          |                                                                                          |                                                                                          |                                                                                          |
| 119   | Dernière actualisation : — |                                                                                          |                                                                                          |                                                                                          |                                                                                          |                                                                                          |                                                                                          |                                                                                          |                                                                                          |

| Ligne | Caractéristiques | Caractéristiques                                               | Caractéristiques                                               | Caractéristiques                                               | Caractéristiques                                               | Caractéristiques                                               | Caractéristiques                                               | Caractéristiques                                               | Caractéristiques                                               |
| 310   | Ligne 310 | Ligne 310                                                      | Ligne 310                                                      | Ligne 310                                                      | Ligne 310                                                      | Ligne 310                                                      | Ligne 310                                                      | Ligne 310                                                      | Ligne 310                                                      |
| 310   | Lanton — Chapelle Saint Louis ⥋ Audenge — Collège Jean Verdier                                                                       | Lanton — Chapelle Saint Louis ⥋ Audenge — Collège Jean Verdier | Lanton — Chapelle Saint Louis ⥋ Audenge — Collège Jean Verdier | Lanton — Chapelle Saint Louis ⥋ Audenge — Collège Jean Verdier | Lanton — Chapelle Saint Louis ⥋ Audenge — Collège Jean Verdier | Lanton — Chapelle Saint Louis ⥋ Audenge — Collège Jean Verdier | Lanton — Chapelle Saint Louis ⥋ Audenge — Collège Jean Verdier | Lanton — Chapelle Saint Louis ⥋ Audenge — Collège Jean Verdier | Lanton — Chapelle Saint Louis ⥋ Audenge — Collège Jean Verdier |
| ----- | --- | -------------------------------------------------------------- | -------------------------------------------------------------- | -------------------------------------------------------------- | -------------------------------------------------------------- | -------------------------------------------------------------- | -------------------------------------------------------------- | -------------------------------------------------------------- | -------------------------------------------------------------- |
| 310   | Ouverture / Fermeture 2 septembre 2024 / —                                                                                           | Longueur —                                                     | Durée 30 min                                                   | Nb. d’arrêts 10                                                | Matériel —                                                     | Jours de fonctionnement L, Ma, Me, J, V                        | Jour / Soir / Nuit / Fêtes O / O / N / N                       | Voy. / an —                                                    | Dépôt —                                                        |
| 310   | Desserte : - Villes et lieux desservis : - Lanton - Audenge (Collège Jean Verdier - Date de dernière mise à jour : 31 décembre 2024. |                                                                |                                                                |                                                                |                                                                |                                                                |                                                                |                                                                |                                                                |
| 310   | Autre : |                                                                |                                                                |                                                                |                                                                |                                                                |                                                                |                                                                |                                                                |
| 310   | Dernière actualisation : — |                                                                |                                                                |                                                                |                                                                |                                                                |                                                                |                                                                |                                                                |
| 311   | Ligne 311 | Ligne 311                                                      | Ligne 311                                                      | Ligne 311                                                      | Ligne 311                                                      | Ligne 311                                                      | Ligne 311                                                      | Ligne 311                                                      | Ligne 311                                                      |
| 311   | Lanton — Mer et Soleil ⥋ Audenge — Collège Jean Verdier                                                                              |                                                                |                                                                |                                                                |                                                                |                                                                |                                                                |                                                                |                                                                |
| 311   | Ouverture / Fermeture 2 septembre 2024 / —                                                                                           | Longueur —                                                     | Durée 30 min                                                   | Nb. d’arrêts 9                                                 | Matériel —                                                     | Jours de fonctionnement L, Ma, Me, J, V                        | Jour / Soir / Nuit / Fêtes O / O / N / N                       | Voy. / an —                                                    | Dépôt —                                                        |
| 311   | Desserte : - Villes et lieux desservis : - Lanton - Audenge (Collège Jean Verdier - Date de dernière mise à jour : 31 décembre 2024. |                                                                |                                                                |                                                                |                                                                |                                                                |                                                                |                                                                |                                                                |
| 311   | Autre : |                                                                |                                                                |                                                                |                                                                |                                                                |                                                                |                                                                |                                                                |
| 311   | Dernière actualisation : — |                                                                |                                                                |                                                                |                                                                |                                                                |                                                                |                                                                |                                                                |
| 312   | Ligne 312 | Ligne 312                                                      | Ligne 312                                                      | Ligne 312                                                      | Ligne 312                                                      | Ligne 312                                                      | Ligne 312                                                      | Ligne 312                                                      | Ligne 312                                                      |
| 312   | Lanton — Les Bruyères 1 ⥋ Audenge — Collège Jean Verdier                                                                             |                                                                |                                                                |                                                                |                                                                |                                                                |                                                                |                                                                |                                                                |
| 312   | Ouverture / Fermeture 2 septembre 2024 / —                                                                                           | Longueur —                                                     | Durée 31 min                                                   | Nb. d’arrêts 10                                                | Matériel —                                                     | Jours de fonctionnement L, Ma, Me, J, V                        | Jour / Soir / Nuit / Fêtes O / O / N / N                       | Voy. / an —                                                    | Dépôt —                                                        |
| 312   | Desserte : - Villes et lieux desservis : - Lanton - Audenge (Collège Jean Verdier - Date de dernière mise à jour : 31 décembre 2024. |                                                                |                                                                |                                                                |                                                                |                                                                |                                                                |                                                                |                                                                |
| 312   | Autre : |                                                                |                                                                |                                                                |                                                                |                                                                |                                                                |                                                                |                                                                |
| 312   | Dernière actualisation : — |                                                                |                                                                |                                                                |                                                                |                                                                |                                                                |                                                                |                                                                |
| 313   | Ligne 313 | Ligne 313                                                      | Ligne 313                                                      | Ligne 313                                                      | Ligne 313                                                      | Ligne 313                                                      | Ligne 313                                                      | Ligne 313                                                      | Ligne 313                                                      |
| 313   | Audenge — Lubec ⥋ Audenge — Écoles d'Audenge                                                                                         |                                                                |                                                                |                                                                |                                                                |                                                                |                                                                |                                                                |                                                                |
| 313   | Ouverture / Fermeture 2 septembre 2024 / —                                                                                           | Longueur —                                                     | Durée 23 min                                                   | Nb. d’arrêts 5                                                 | Matériel —                                                     | Jours de fonctionnement L, Ma, J, V                            | Jour / Soir / Nuit / Fêtes O / O / N / N                       | Voy. / an —                                                    | Dépôt —                                                        |
| 313   | Desserte : - Villes et lieux desservis : - Audenge - Date de dernière mise à jour : 31 décembre 2024.                                |                                                                |                                                                |                                                                |                                                                |                                                                |                                                                |                                                                |                                                                |
| 313   | Autre : |                                                                |                                                                |                                                                |                                                                |                                                                |                                                                |                                                                |                                                                |
| 313   | Dernière actualisation : — |                                                                |                                                                |                                                                |                                                                |                                                                |                                                                |                                                                |                                                                |
| 320   | Ligne 320 | Ligne 320                                                      | Ligne 320                                                      | Ligne 320                                                      | Ligne 320                                                      | Ligne 320                                                      | Ligne 320                                                      | Ligne 320                                                      | Ligne 320                                                      |
| 320   | Audenge — Lubec ⥋ Audenge — Collège Jean Verdier                                                                                     |                                                                |                                                                |                                                                |                                                                |                                                                |                                                                |                                                                |                                                                |
| 320   | Ouverture / Fermeture 2 septembre 2024 / —                                                                                           | Longueur —                                                     | Durée 32 min                                                   | Nb. d’arrêts 7                                                 | Matériel —                                                     | Jours de fonctionnement L, Ma, Me, J, V                        | Jour / Soir / Nuit / Fêtes O / O / N / N                       | Voy. / an —                                                    | Dépôt —                                                        |
| 320   | Desserte : - Villes et lieux desservis : - Audenge (Collège Jean Verdier - Date de dernière mise à jour : 31 décembre 2024.          |                                                                |                                                                |                                                                |                                                                |                                                                |                                                                |                                                                |                                                                |
| 320   | Autre : |                                                                |                                                                |                                                                |                                                                |                                                                |                                                                |                                                                |                                                                |
| 320   | Dernière actualisation : — |                                                                |                                                                |                                                                |                                                                |                                                                |                                                                |                                                                |                                                                |

| Ligne | Caractéristiques | Caractéristiques                                                 | Caractéristiques                                                 | Caractéristiques                                                 | Caractéristiques                                                 | Caractéristiques                                                 | Caractéristiques                                                 | Caractéristiques                                                 | Caractéristiques                                                 |
| 410   | Ligne 410 | Ligne 410                                                        | Ligne 410                                                        | Ligne 410                                                        | Ligne 410                                                        | Ligne 410                                                        | Ligne 410                                                        | Ligne 410                                                        | Ligne 410                                                        |
| 410   | Lège-Cap-Ferret — Centee ⥋ Biganos — Collège et Lycée de Biganos | Lège-Cap-Ferret — Centee ⥋ Biganos — Collège et Lycée de Biganos | Lège-Cap-Ferret — Centee ⥋ Biganos — Collège et Lycée de Biganos | Lège-Cap-Ferret — Centee ⥋ Biganos — Collège et Lycée de Biganos | Lège-Cap-Ferret — Centee ⥋ Biganos — Collège et Lycée de Biganos | Lège-Cap-Ferret — Centee ⥋ Biganos — Collège et Lycée de Biganos | Lège-Cap-Ferret — Centee ⥋ Biganos — Collège et Lycée de Biganos | Lège-Cap-Ferret — Centee ⥋ Biganos — Collège et Lycée de Biganos | Lège-Cap-Ferret — Centee ⥋ Biganos — Collège et Lycée de Biganos |
| ----- | --- | ---------------------------------------------------------------- | ---------------------------------------------------------------- | ---------------------------------------------------------------- | ---------------------------------------------------------------- | ---------------------------------------------------------------- | ---------------------------------------------------------------- | ---------------------------------------------------------------- | ---------------------------------------------------------------- |
| 410   | Ouverture / Fermeture 2 septembre 2024 / — | Longueur —                                                       | Durée 70 min                                                     | Nb. d’arrêts 21                                                  | Matériel —                                                       | Jours de fonctionnement L, Ma, Me, J, V                          | Jour / Soir / Nuit / Fêtes O / O / N / N                         | Voy. / an —                                                      | Dépôt —                                                          |
| 410   | Desserte : - Villes et lieux desservis : - Lège-Cap-Ferret - Arès - Andernos-les-Bains - Lanton - Audenge - Biganos (Lycée annexe de la Mer, Collège Jean Zay - Date de dernière mise à jour : 31 décembre 2024. |                                                                  |                                                                  |                                                                  |                                                                  |                                                                  |                                                                  |                                                                  |                                                                  |
| 410   | Autre : |                                                                  |                                                                  |                                                                  |                                                                  |                                                                  |                                                                  |                                                                  |                                                                  |
| 410   | Dernière actualisation : — |                                                                  |                                                                  |                                                                  |                                                                  |                                                                  |                                                                  |                                                                  |                                                                  |
| 411   | Ligne 411 | Ligne 411                                                        | Ligne 411                                                        | Ligne 411                                                        | Ligne 411                                                        | Ligne 411                                                        | Ligne 411                                                        | Ligne 411                                                        | Ligne 411                                                        |
| 411   | Mios — L'Orée du Bois ⥋ Biganos — Collège et Lycée de Biganos |                                                                  |                                                                  |                                                                  |                                                                  |                                                                  |                                                                  |                                                                  |                                                                  |
| 411   | Ouverture / Fermeture 2 septembre 2024 / — | Longueur —                                                       | Durée 30 min                                                     | Nb. d’arrêts 7                                                   | Matériel —                                                       | Jours de fonctionnement L, Ma, Me, J, V                          | Jour / Soir / Nuit / Fêtes O / O / N / N                         | Voy. / an —                                                      | Dépôt —                                                          |
| 411   | Desserte : - Villes et lieux desservis : - Mios - Biganos (Lycée annexe de la Mer, Collège Jean Zay - Date de dernière mise à jour : 31 décembre 2024.                                                           |                                                                  |                                                                  |                                                                  |                                                                  |                                                                  |                                                                  |                                                                  |                                                                  |
| 411   | Autre : |                                                                  |                                                                  |                                                                  |                                                                  |                                                                  |                                                                  |                                                                  |                                                                  |
| 411   | Dernière actualisation : — |                                                                  |                                                                  |                                                                  |                                                                  |                                                                  |                                                                  |                                                                  |                                                                  |
| 412   | Ligne 412 | Ligne 412                                                        | Ligne 412                                                        | Ligne 412                                                        | Ligne 412                                                        | Ligne 412                                                        | Ligne 412                                                        | Ligne 412                                                        | Ligne 412                                                        |
| 412   | Biganos — Les Tuileries ⥋ Biganos — Écoles et Collège de Biganos |                                                                  |                                                                  |                                                                  |                                                                  |                                                                  |                                                                  |                                                                  |                                                                  |
| 412   | Ouverture / Fermeture 2 septembre 2024 / — | Longueur —                                                       | Durée 41 min                                                     | Nb. d’arrêts 12                                                  | Matériel —                                                       | Jours de fonctionnement L, Ma, J, V                              | Jour / Soir / Nuit / Fêtes O / O / N / N                         | Voy. / an —                                                      | Dépôt —                                                          |
| 412   | Desserte : - Villes et lieux desservis : - Biganos (Collège Jean Zay - Date de dernière mise à jour : 31 décembre 2024.                                                                                          |                                                                  |                                                                  |                                                                  |                                                                  |                                                                  |                                                                  |                                                                  |                                                                  |
| 412   | Autre : |                                                                  |                                                                  |                                                                  |                                                                  |                                                                  |                                                                  |                                                                  |                                                                  |
| 412   | Dernière actualisation : — |                                                                  |                                                                  |                                                                  |                                                                  |                                                                  |                                                                  |                                                                  |                                                                  |
| 413   | Ligne 413 | Ligne 413                                                        | Ligne 413                                                        | Ligne 413                                                        | Ligne 413                                                        | Ligne 413                                                        | Ligne 413                                                        | Ligne 413                                                        | Ligne 413                                                        |
| 413   | Biganos — Canauley ⥋ Biganos — Collège Jean Zay |                                                                  |                                                                  |                                                                  |                                                                  |                                                                  |                                                                  |                                                                  |                                                                  |
| 413   | Ouverture / Fermeture 2 septembre 2024 / — | Longueur —                                                       | Durée 20 min                                                     | Nb. d’arrêts 5                                                   | Matériel —                                                       | Jours de fonctionnement L, Ma, Me, J, V                          | Jour / Soir / Nuit / Fêtes O / O / N / N                         | Voy. / an —                                                      | Dépôt —                                                          |
| 413   | Desserte : - Villes et lieux desservis : - Biganos (Collège Jean Zay - Date de dernière mise à jour : 31 décembre 2024.                                                                                          |                                                                  |                                                                  |                                                                  |                                                                  |                                                                  |                                                                  |                                                                  |                                                                  |
| 413   | Autre : |                                                                  |                                                                  |                                                                  |                                                                  |                                                                  |                                                                  |                                                                  |                                                                  |
| 413   | Dernière actualisation : — |                                                                  |                                                                  |                                                                  |                                                                  |                                                                  |                                                                  |                                                                  |                                                                  |
| 419   | Ligne 419 | Ligne 419                                                        | Ligne 419                                                        | Ligne 419                                                        | Ligne 419                                                        | Ligne 419                                                        | Ligne 419                                                        | Ligne 419                                                        | Ligne 419                                                        |
| 419   | Biganos — Les Argentières ⥋ Biganos — Collège et Lycée de Biganos |                                                                  |                                                                  |                                                                  |                                                                  |                                                                  |                                                                  |                                                                  |                                                                  |
| 419   | Ouverture / Fermeture 2 septembre 2024 / — | Longueur —                                                       | Durée 37 min                                                     | Nb. d’arrêts 12                                                  | Matériel —                                                       | Jours de fonctionnement L, Ma, Me, J, V                          | Jour / Soir / Nuit / Fêtes O / O / N / N                         | Voy. / an —                                                      | Dépôt —                                                          |
| 419   | Desserte : - Villes et lieux desservis : - Biganos (Lycée annexe de la Mer, Collège Jean Zay - Date de dernière mise à jour : 31 décembre 2024.                                                                  |                                                                  |                                                                  |                                                                  |                                                                  |                                                                  |                                                                  |                                                                  |                                                                  |
| 419   | Autre : |                                                                  |                                                                  |                                                                  |                                                                  |                                                                  |                                                                  |                                                                  |                                                                  |
| 419   | Dernière actualisation : — |                                                                  |                                                                  |                                                                  |                                                                  |                                                                  |                                                                  |                                                                  |                                                                  |
| 420   | Ligne 420 | Ligne 420                                                        | Ligne 420                                                        | Ligne 420                                                        | Ligne 420                                                        | Ligne 420                                                        | Ligne 420                                                        | Ligne 420                                                        | Ligne 420                                                        |
| 420   | Biganos — Les Tuileries ⥋ Biganos — Écoles et Collège de Biganos |                                                                  |                                                                  |                                                                  |                                                                  |                                                                  |                                                                  |                                                                  |                                                                  |
| 420   | Ouverture / Fermeture 2 septembre 2024 / — | Longueur —                                                       | Durée 41 min                                                     | Nb. d’arrêts 12                                                  | Matériel —                                                       | Jours de fonctionnement L, Ma, Me, J, V                          | Jour / Soir / Nuit / Fêtes O / O / N / N                         | Voy. / an —                                                      | Dépôt —                                                          |
| 420   | Desserte : - Villes et lieux desservis : - Biganos (Collège Jean Zay - Date de dernière mise à jour : 31 décembre 2024.                                                                                          |                                                                  |                                                                  |                                                                  |                                                                  |                                                                  |                                                                  |                                                                  |                                                                  |
| 420   | Autre : |                                                                  |                                                                  |                                                                  |                                                                  |                                                                  |                                                                  |                                                                  |                                                                  |
| 420   | Dernière actualisation : — |                                                                  |                                                                  |                                                                  |                                                                  |                                                                  |                                                                  |                                                                  |                                                                  |
| 421   | Ligne 421 | Ligne 421                                                        | Ligne 421                                                        | Ligne 421                                                        | Ligne 421                                                        | Ligne 421                                                        | Ligne 421                                                        | Ligne 421                                                        | Ligne 421                                                        |
| 421   | Biganos — Rue des Canadiens ⥋ Biganos — Écoles de Biganos |                                                                  |                                                                  |                                                                  |                                                                  |                                                                  |                                                                  |                                                                  |                                                                  |
| 421   | Ouverture / Fermeture 2 septembre 2024 / — | Longueur —                                                       | Durée 30 min                                                     | Nb. d’arrêts 12                                                  | Matériel —                                                       | Jours de fonctionnement L, Ma, J, V                              | Jour / Soir / Nuit / Fêtes O / O / N / N                         | Voy. / an —                                                      | Dépôt —                                                          |
| 421   | Desserte : - Villes et lieux desservis : - Biganos - Date de dernière mise à jour : 31 décembre 2024. |                                                                  |                                                                  |                                                                  |                                                                  |                                                                  |                                                                  |                                                                  |                                                                  |
| 421   | Autre : |                                                                  |                                                                  |                                                                  |                                                                  |                                                                  |                                                                  |                                                                  |                                                                  |
| 421   | Dernière actualisation : — |                                                                  |                                                                  |                                                                  |                                                                  |                                                                  |                                                                  |                                                                  |                                                                  |
| 422   | Ligne 422 | Ligne 422                                                        | Ligne 422                                                        | Ligne 422                                                        | Ligne 422                                                        | Ligne 422                                                        | Ligne 422                                                        | Ligne 422                                                        | Ligne 422                                                        |
| 422   | Biganos — Les Argentières ⥋ Biganos — Écoles du Lac Vert |                                                                  |                                                                  |                                                                  |                                                                  |                                                                  |                                                                  |                                                                  |                                                                  |
| 422   | Ouverture / Fermeture 2 septembre 2024 / — | Longueur —                                                       | Durée 26 min                                                     | Nb. d’arrêts 9                                                   | Matériel —                                                       | Jours de fonctionnement L, Ma, J, V                              | Jour / Soir / Nuit / Fêtes O / O / N / N                         | Voy. / an —                                                      | Dépôt —                                                          |
| 422   | Desserte : - Villes et lieux desservis : - Biganos - Date de dernière mise à jour : 31 décembre 2024. |                                                                  |                                                                  |                                                                  |                                                                  |                                                                  |                                                                  |                                                                  |                                                                  |
| 422   | Autre : |                                                                  |                                                                  |                                                                  |                                                                  |                                                                  |                                                                  |                                                                  |                                                                  |
| 422   | Dernière actualisation : — |                                                                  |                                                                  |                                                                  |                                                                  |                                                                  |                                                                  |                                                                  |                                                                  |
| 423   | Ligne 423 | Ligne 423                                                        | Ligne 423                                                        | Ligne 423                                                        | Ligne 423                                                        | Ligne 423                                                        | Ligne 423                                                        | Ligne 423                                                        | Ligne 423                                                        |
| 423   | Biganos — Rue Jean Mermoz ⥋ Biganos — Écoles de Biganos |                                                                  |                                                                  |                                                                  |                                                                  |                                                                  |                                                                  |                                                                  |                                                                  |
| 423   | Ouverture / Fermeture 2 septembre 2024 / — | Longueur —                                                       | Durée 25 min                                                     | Nb. d’arrêts 6                                                   | Matériel —                                                       | Jours de fonctionnement L, Ma, J, V                              | Jour / Soir / Nuit / Fêtes O / O / N / N                         | Voy. / an —                                                      | Dépôt —                                                          |
| 423   | Desserte : - Villes et lieux desservis : - Biganos - Date de dernière mise à jour : 31 décembre 2024. |                                                                  |                                                                  |                                                                  |                                                                  |                                                                  |                                                                  |                                                                  |                                                                  |
| 423   | Autre : |                                                                  |                                                                  |                                                                  |                                                                  |                                                                  |                                                                  |                                                                  |                                                                  |
| 423   | Dernière actualisation : — |                                                                  |                                                                  |                                                                  |                                                                  |                                                                  |                                                                  |                                                                  |                                                                  |

| Ligne | Caractéristiques                                                                                     | Caractéristiques                            | Caractéristiques                            | Caractéristiques                            | Caractéristiques                            | Caractéristiques                            | Caractéristiques                            | Caractéristiques                            | Caractéristiques                            |
| 520   | Ligne 520                                                                                            | Ligne 520                                   | Ligne 520                                   | Ligne 520                                   | Ligne 520                                   | Ligne 520                                   | Ligne 520                                   | Ligne 520                                   | Ligne 520                                   |
| 520   | Lanton — Blagon ⥋ Lanton — Écoles de Lanton                                                          | Lanton — Blagon ⥋ Lanton — Écoles de Lanton | Lanton — Blagon ⥋ Lanton — Écoles de Lanton | Lanton — Blagon ⥋ Lanton — Écoles de Lanton | Lanton — Blagon ⥋ Lanton — Écoles de Lanton | Lanton — Blagon ⥋ Lanton — Écoles de Lanton | Lanton — Blagon ⥋ Lanton — Écoles de Lanton | Lanton — Blagon ⥋ Lanton — Écoles de Lanton | Lanton — Blagon ⥋ Lanton — Écoles de Lanton |
| ----- | --- | ------------------------------------------- | ------------------------------------------- | ------------------------------------------- | ------------------------------------------- | ------------------------------------------- | ------------------------------------------- | ------------------------------------------- | ------------------------------------------- |
| 520   | Ouverture / Fermeture 2 septembre 2024 / —                                                           | Longueur —                                  | Durée 39 min                                | Nb. d’arrêts 9                              | Matériel —                                  | Jours de fonctionnement L, Ma, J, V         | Jour / Soir / Nuit / Fêtes O / O / N / N    | Voy. / an —                                 | Dépôt —                                     |
| 520   | Desserte : - Villes et lieux desservis : - Lanton - Date de dernière mise à jour : 31 décembre 2024. |                                             |                                             |                                             |                                             |                                             |                                             |                                             |                                             |
| 520   | Autre :                                                                                              |                                             |                                             |                                             |                                             |                                             |                                             |                                             |                                             |
| 520   | Dernière actualisation : —                                                                           |                                             |                                             |                                             |                                             |                                             |                                             |                                             |                                             |

## Les objectifs du réseau Alégo en septembre 2024

### Améliorer la desserte de toutes les communes du territoire
- Les 4 premières lignes Alégo 1 / 2 / 8 / 10 dans leur totalité au 2 septembre 2024, puis mise en place de services supplémentaires avec renforts sur la presqu’île (ligne 3 avec 3 allers-retours par jour) et prolongement de la ligne 10 jusqu’au terminus Arès-Lège.

La ligne 1 (littoral) remplace la ligne régionale 601 (sur le tronçon Andernos-les-Bains<>Biganos) avec une vingtaine d’allers-retours par jour (offre doublée) y compris le week-end avec une fréquence en heure de pointe de 30 min et d’une heure en heures creuses.
Les zones d’Activités Économiques de Biganos et Mios sont desservies par les lignes 2 et 8.
Une nouvelle offre de transport sur le secteur sud (Mios + Lacanau de Mios et Marcheprime) est proposée.
La ligne 10 dessert l’ensemble des Parkings Relais du nord avec une connexion rapide au TER à Marcheprime.
- Le maintien de la ligne régionale (ligne 601 qui est dotée d'une nouvelle numérotation : ligne 412) : toutes les communes disposent d’une offre d’au moins un bus toutes les heures dans les 2 sens.

- La connexion soit au TER à Marcheprime ou Biganos ou avec la ligne 412 (ex 601) vers la Métropole
- Des services circulant le dimanche sur certaines lignes,
- Calage des horaires des bus avec les horaires des trains

L’offre de transport a été construite de manière à respecter un maximum de correspondances. Elle a un double objectif, promouvoir l’intermodalité (lignes régionales routières et TER) et la multimodalité (temps d’attente moyen entre 3 et 10 minutes entre les lignes de bus, sur les PEI).
En intégrant le projet de RER Métropolitain, Alégo facilitera, à terme, les déplacements vers et depuis la métropole bordelaise en s’articulant avec :
- La nouvelle ligne régionale 610 de type, car express au nord toutes les 15 minutes en heures de pointe et la desserte des PEI de Lège-Arès, Arès Centre commercial, Andernos Querquillas et Lanton Blagon ;
- La ligne ferroviaire TER Bordeaux/Arcachon au sud pour les gares de Biganos et de Marcheprime.

## Exploitation

### Matériel roulant

#### Transdev Nord Bassin Mobilités
- Date de dernière mise à jour : 30 décembre 2024.

22 véhicules sont prévus pour assurer les dessertes des lignes urbaines (+ un mini-bus prochainement avec le prolongement de la ligne 10 jusqu’au terminus Arès-Lège)
- Service urbain : 22 véhicules (17 + 5 véhicules de réserve)
- Service scolaire : 32 véhicules
- Service TAD : 6 véhicules avec 4 actifs simultanément

Transdev s'engage à donner corps aux fortes convictions de la COBAN pour assurer la transition énergétique du matériel roulant du réseau Alégo avec une décarbonation de la flotte de véhicules pour une mobilité encore plus durable. Concrètement, cette mobilité plus vertueuse se caractérisa par l'accompagnement des équipes Transdev à l'acquisition d'un parc à l'horizon 2025 doté de 100 % de véhicules urbains et scolaires de faibles émissions. Le réseau de la COBAN sera ainsi le premier réseau de France à atteindre ce niveau.
Le mix énergétique se déclinera selon trois solutions : électrique, bioGNV, B100 et biocarburant HVO.
- L’électrique : une solution zéro émission est déployée pour les services des lignes 4 et 5 du réseau.
- Le bioGNV : une énergie renouvelable issue de la fermentation des déchets organiques d’origine agricole, industrielle ou ménagère. Nous intégrons cette énergie dans notre offre et l’exploitation de 2 lignes urbaines.
- Le biocarburant HVO :  "Hydrotreated Vegetable Oil" (huile végétale hydrotraitée) est un carburant d’origine 100% renouvelable. C’est un gazole paraffinique de synthèse, certifié durable, conformément à la directive énergies renouvelables de l'Union Européenne. Il est fabriqué à partir d’huiles végétales durables, ou à partir de retraitement des déchets (graisses animales, huiles de cuisson, huiles résiduelles etc.). Ce biocarburant sera utilisé sur 5 lignes urbaines et sur 6 circuits de transport scolaire.
- Le B100 : biocarburant renouvelable homologué issu de la transformation d’huile de Colza, cultivée et raffinée en Nouvelle Aquitaine. Cette filière courte et locale permet une baisse de 60 % des gaz à effet de serre par rapport au gazole. Cette solution sera présente sur les lignes à vocation scolaire.

### Tarification

#### Tickets
Les tarifs sont les suivants :
Les titres occasionnels :
- Ticket 1 voyage : 1,30 €
- Ticket 2 voyages : 2,50 €
- Ticket 10 voyages : 10,50 €
- Pass 24 heures : 4,00 €

Ces tickets sont disponible à la Maison des Mobilités, via l'application Modalis ou en vente à bord (à l'exception du ticket 10 voyages non vendu à bord).
Les abonnements Alégo :
- Pass 7 jours: 14,00 €
- Pass Mensuel : 30,00 €
- Pass Annuel : 300,00 €

Ces abonnements sont disponibles à la Maison des Mobilités, via l'application Modalis et sur la boutique en ligne (à l'exception du Pass 7 jours non vendu en ligne).
Les abonnements Jeunes (moins de 28 ans) :
- Pass 7 jours: 7,00 €
- Pass Mensuel : 15,00 €
- Pass Annuel : 150,00 €

Ces abonnements sont disponibles à la Maison des Mobilités et sur la boutique en ligne (à l'exception du Pass 7 jours non vendu en ligne).
Les titres solidaires :
- Ticket 10 voyages : 5,00 €

Disponible à la Maison des Mobilités.
Les abonnements solidaires :
- Pass Mensuel : 15,00 €
- Pass Annuel : 150,00 €

Disponibles à la Maison des Mobilités.
Les abonnements combinés :
Les Pass car régioniaux + bus Alégo permettent un nombre de voyages illimités sur l'ensemble des lignes du réseau de cars régionaux en Gironde et sur le réseau Alégo.
Ils sont uniquement disponibles à la vente sur le réseau régional.
- Pass Hebdomadaire : 27,20 €
- Pass Mensuel : 63,80 €
- Pass Annuel : 637,50 €
- Pass Hebdomadaire (moins de 28 ans) : 14,40 €
- Pass Mensuel (moins de 28 ans) : 33,80 €
- Pass Annuel (moins de 28 ans) : 337,50 €

Le Transport à la Demande (TAD) :
- Ticket 1 voyage : 2,70 €
- Ticket 2 voyages : 4,50 €

Disponible à bord.
Les Abonnements Abris-Vélos Sécurisés :
- Pass 24 heures : 1,30 €
- Pass annuel : 30,00 €

Disponible sur l'application et site Diwio.